# Lill-Vittjärnen
Lill-Vittjärnen är en sjö i Bodens kommun i Norrbotten och ingår i Vitåns huvudavrinningsområde.